# Groupe de Lie commutatif
Un groupe de Lie commutatif ou groupe de Lie abélien est un groupe de Lie dont la loi de groupe est commutative. La classification des groupes de Lie commutatifs est connue et peut être comprise à partir de l'application exponentielle d'un groupe. En particulier, à isomorphisme de groupes de Lie près, les uniques groupes de Lie commutatifs compacts sont les tores. Les considérations sur les tores maximaux jouent par exemple un rôle important dans la théorie des groupes de Lie.

## Caractérisation
- Un groupe de Lie connexe est commutatif si son crochet de Lie sur l'algèbre de Lie associée est trivial (ie identiquement nul).

Soit G un groupe de Lie, et g son algèbre de Lie, réalisée comme l'algèbre de Lie des champs de vecteurs sur G invariants à gauche. Si X et Y sont deux tels champs de vecteurs, le flot défini par Y est un ensemble de translations à droite sur le groupe G. Si la loi est commutative, ce sont aussi des translations à gauche ; de suite, le flot de Y laisse le champ X invariant. Le crochet de Lie {\displaystyle [X,Y]} est donc nul.

## Classification
- Pour tout groupe de Lie commutatif connexe G, l'application exponentielle induit un isomorphisme de groupes de Lie entre G et un quotient de g par un sous-réseau.

Par définition, l'application {\displaystyle \exp } associe à tout champ de vecteurs invariant à gauche X la valeur {\displaystyle \phi _{1}^{X}(e)} au temps 1 de son flot {\displaystyle \{\phi _{t}\}} appliqué en e. Par dépendance des équations différentielles ordinaires des paramètres, elle est une application différentiable {\displaystyle \mathbf {g} \rightarrow G}.
Le crochet de Lie sur l'algèbre de Lie g est trivial, car la loi de groupe de G est commutative. En particulier, deux éléments quelconques X et Y de g commutent, et de fait :
Par conséquent, {\displaystyle \exp } est un morphisme de groupes de Lie {\displaystyle \mathbf {g} \rightarrow G}. Son noyau K est un sous-groupe fermé de G. La différentielle de l'exponentielle en l'élément neutre e est l'identité sur g. Par le théorème du difféomorphisme local, l'exponentielle réalise par restriction un difféomorphisme d'un voisinage de 0 dans g sur un voisinage de e dans G. En particulier, 0 est la seule préimage de e au voisinage de 0. De suite, le groupe K est un sous-groupe additif discret de g, autrement dit, un réseau de l'espace vectoriel réel g.
Par passage au quotient, l'exponentielle induit un isomorphisme de groupes de Lie entre G et le quotient g/K.
En outre, la classification des sous-réseaux K d'un espace vectoriel réel E de dimension finie est connue. Il existe une base {\displaystyle (e_{1},\dots ,e_{n})} de E telle que K soit exactement {\displaystyle \mathbb {Z} e_{1}\oplus \dots \oplus \oplus \mathbb {Z} e_{n}}. Il en découle :
- Un groupe de Lie commutatif connexe est isomorphe à un produit direct de copies de {\displaystyle \mathbb {R} } et de {\displaystyle \mathbb {R} /\mathbb {Z} }.

En particulier : 
- Un groupe de Lie commutatif compact connexe est isomorphe à un tore {\displaystyle \mathbf {T} ^{n}}, où n est la dimension de G comme variété différentielle. L'isomorphisme est uniquement défini à composition près par un élément de {\displaystyle GL_{n}(\mathbb {Z} )}.